# ままかり

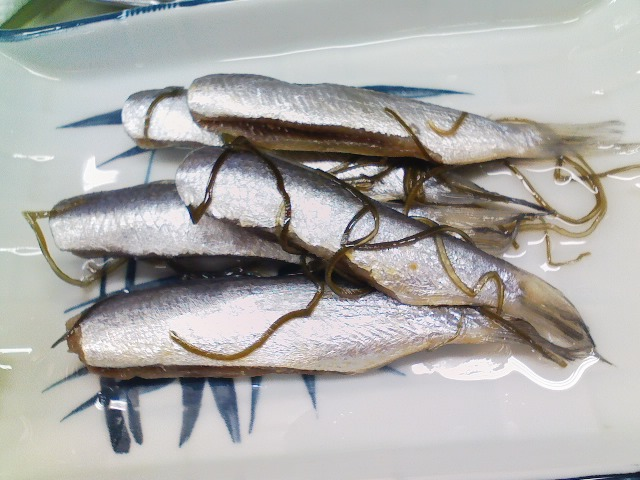
ママカリの例（東京都赤羽）

ままかり（飯借的）は、ニシン科サッパ属の小型魚であるサッパの酢漬け。岡山県を中心とする瀬戸内海地方にみられる郷土料理である。なお、「ままかり」は魚のサッパの異名でもある。

## 調理
サッパは鱗と内臓を取り除いてから塩をふり、新ショウガ、トウガラシ、コンブなどとともに酢に漬ける。本来はサッパに塩をふり、酢で一晩おいてから翌朝に甕（かめ）に入れ替え、砂糖を加えた酢を上からかけて一晩程度漬けていた。小さめのサッパは頭付き、大きめのサッパは頭を外して調理されることが多い。
なお、岡山県のサッパを用いた料理（広義のままかり料理）には、酢漬けのほかに焼き漬け、ぬか漬け、鮓、丸ずし（姿鮓）、塩漬け、焼き物、南蛮漬けなどがある。

## 歴史
確認できる最古の文献は『岩藤林弥茶』で、文化14年（1817年）11月20日正午の引肴に「ままかり酢付け」と記されている。

## 名称
一般的には、隣家から飯（まま）を借りて食べるほど美味しいという意味と伝えられている。成島柳北『航微日記』（明治2年（1869年））では、魚を獲る漁人が隣船から飯を借りて食べるほど美味しいことに由来するとしている。